# Melocactus violaceus
Melocactus violaceus är en kaktusväxtart som beskrevs av Louis Ludwig Karl Georg Pfeiffer. Melocactus violaceus ingår i släktet Melocactus och familjen kaktusväxter.

## Underarter
Arten delas in i följande underarter:
- M. v. margaritaceus
- M. v. ritteri
- M. v. violaceus

## Bildgalleri

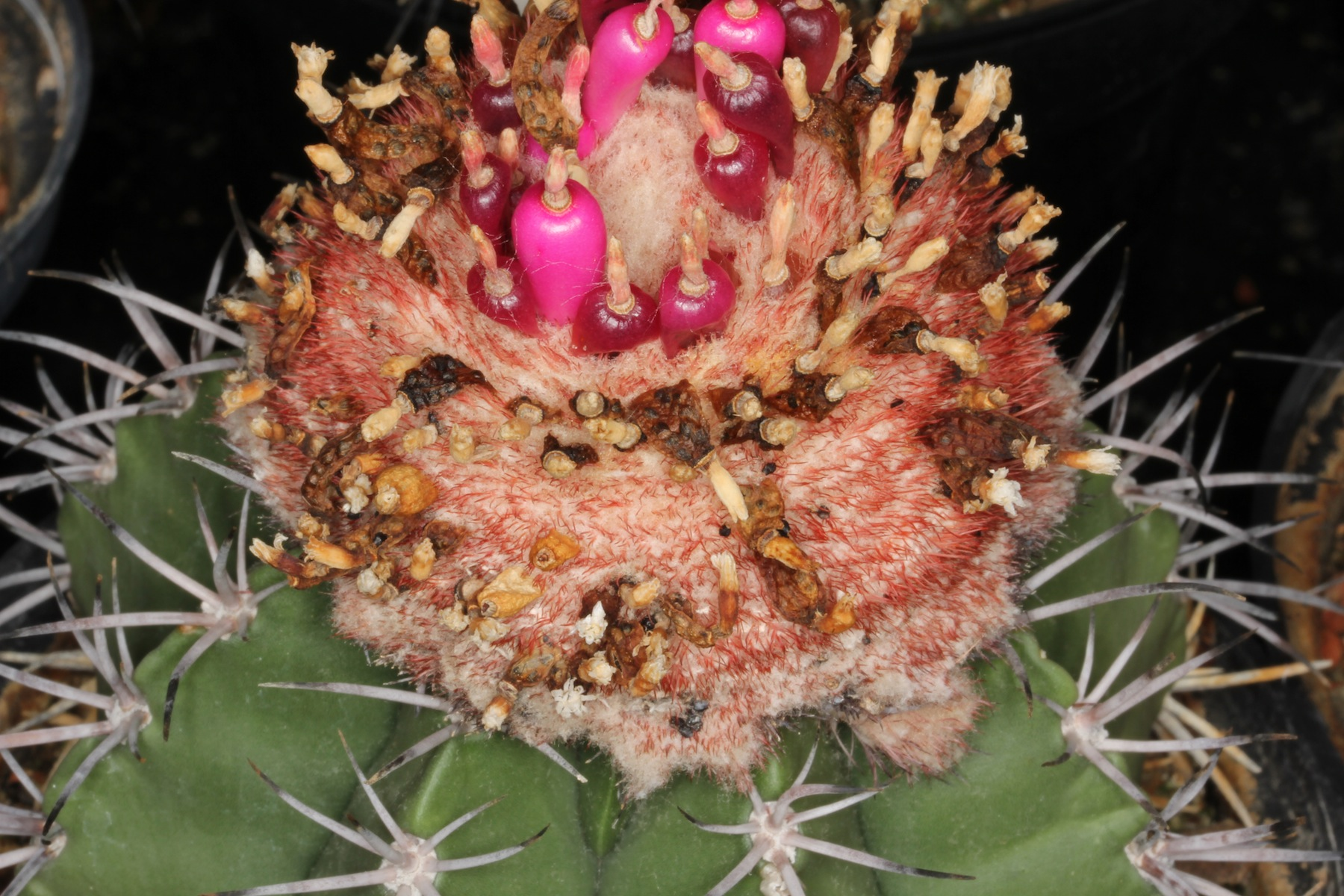
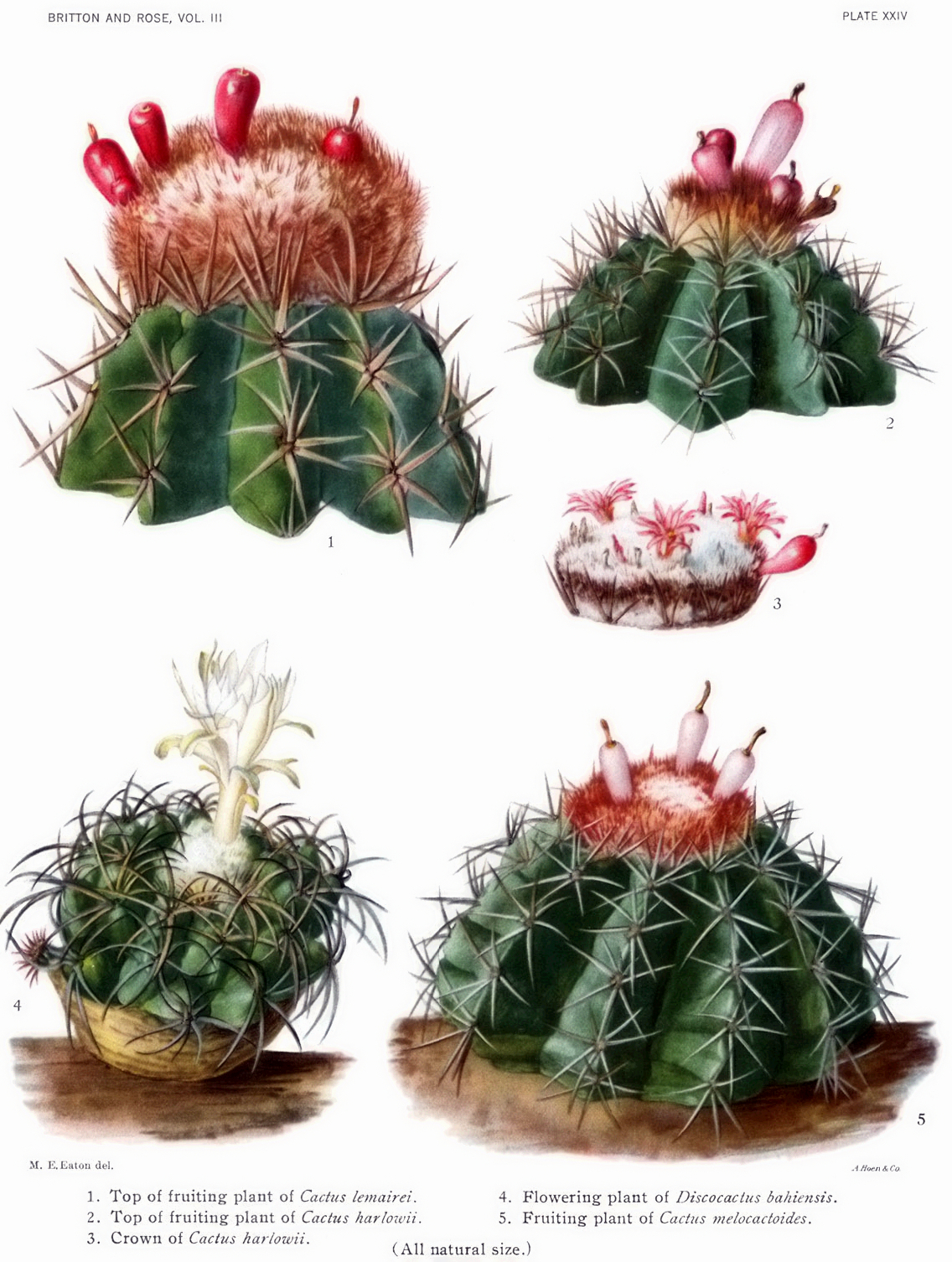
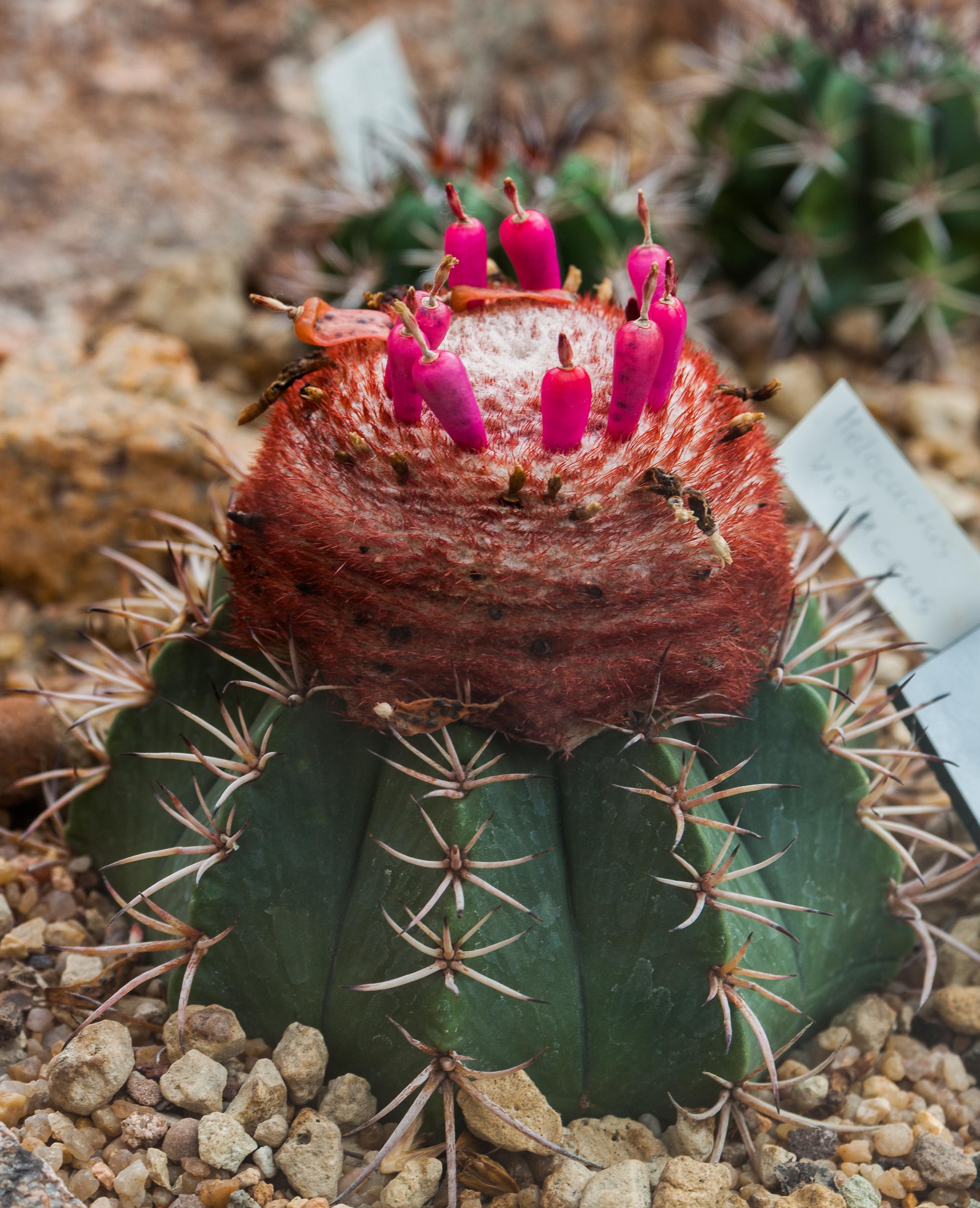